# Exèrcit de fantasmes
Exèrcit de fantasmes (Army of Ghosts en l'original anglès) és el dotzè i penúltim episodi de la segona sèrie de la sèrie de televisió de ciència-ficció britànica Doctor Who que s'emeté originalment l'1 de juliol de 2006. És el primer capítol d'una bilogia; la primera part, La fi del món, va ser emesa l'8 de juliol del mateix any.

## Argument
L'espècie humana està que no hi cap a la pell perquè els fantasmes dels éssers estimats traspassats tornen a casa en l'última aventura del viatger més entranyable del país. Però mentre el Doctor, la Rose i en Jackie investiguen la torre Torchwood, la Terra dels nostres dies corre el risc de caure en mans d'una força invasora totpoderosa.